# 卡托普利
卡托普利（Captopril）是一种血管紧张素转化酶抑制剂（ACE inhibitor或ACEI），被应用于治疗高血压和某些类型的充血性心力衰竭。作为第一种ACEI类药物，由于其新的作用机制和革命性的开发过程，卡托普利被认为是一个药物治疗上的突破。卡托普利最早由百时美施贵宝公司（Bristol-Myers Squibb）生产，商品名是开博通(Capoten)。

## 临床应用
卡托普利的主要应用是基于它的舒张血管作用。
- 高血压；
- 心肌梗死后和充血性心力衰竭；
- 糖尿病肾病中保护肾功能。

## 历史
卡托普利是于1975年由美国施贵宝公司（现百时美施贵宝公司）的三名研究员Miguel Ondetti、Bernard Rubin 和David Cushman开发的。施贵宝于1976年2月申请专利保护，并于1977年9月批准（专利号：4046889）。
卡托普利是最早通过基于结构的药物设计（structure-based drug design）这一革命性理念而开发的药物之一。在20世纪中叶，肾素-血管紧张素-醛固酮系统的深入研究证明其中有数个可能的靶点可用于开发新的高血压治疗方法。最早的两个即是肾素和血管紧张素转化酶（ACE）。卡托普利就是施贵宝实验室所开发出的一种血管紧张素转化酶抑制剂。
Ondetti，Cushman及同事的工作是基于20世纪60年代英国皇家外科学院（Royal College of Surgeons）John Vane等人的成果之上。最早的突破是1967年由Kevin K.F.Ng发现血管紧张素I是在肺循环而不是血浆中转化成血管紧张素II的。而另一方面，Sergio Ferreira发现缓激肽（bradykinin）在通过肺循环后消失。而从血管紧张素I到血管紧张素II的转化与缓激肽的失活被认为是由同一个酶介导的。
20世纪70年代，运用Sergio Ferreira所提供的缓激肽增强因子（bradykinin potentiating factor, BPF)，Ng 和 Vane发现通过肺循环后从血管紧张素I到血管紧张素II的转化被抑制。BPF之后被发现是美洲洞蛇（Bothrops jararaca）毒液中的一种多肽（替普罗肽），它正是该种转化酶的抑制剂。通过基于构效关系的突变发现，该多肽末端的巯基具有高度抑制血管紧张素转化酶活性的药效。卡托普利就是在明确这种多肽的结构之后开发出来的。
卡托普利1981年6月获得美国食品药品监督管理局（FDA）认证。1996年2月，百时美施贵宝公司对它的专利权到期。